# Ryō Nagai
Ryō Nagai (jap. 永井 龍 Nagai Ryō; ur. 23 maja 1991) – japoński piłkarz występujący na pozycji napastnika. Obecnie występuje w Nagoya Grampus.

## Kariera klubowa
Od 2010 roku występował w klubach Cerezo Osaka, Perth Glory, Oita Trinita, V-Varen Nagasaki i Nagoya Grampus.